# Жана д'Еврьо
Жана д'Еврьо (на френски: Jeanne d'Évreux; * 1310; † 4 март 1371, замък Бри-Комт-Робер, Франция) е кралица на Франция (1325 – 1328), трета съпруга на Шарл ІV Красиви.

## Произход
Дъщеря е на Луи, граф д'Еврьо (еднокръвен брат на крал Филип IV) и Маргарита д'Артоа.

## Кралица на Франция
След смъртта на втората си съпруга Мария Люксембургска крал Шарл IV се венчава за трети и последен път на 13 юли 1325 за братовчедка си Жана д’Еврьо. Тъй като Жана е дъщеря на Луи д’Еврьо, брат на Филип IV Хубави, следователно негова първа братовчедка, е необходимо разрешение от папа Йоан XXII, за да може двамата да сключат брак.
Кралица Жана надживява Шарл с близо четиридесет години, но след смъртта си е погребана до него в базиликата „Сен Дени“.
- Регент Филип VI и бременната Жана – вдовица на Шарл ІV
- Статуи на Жана д'Еврьо и Шарл IV Красиви в Лувър
- Жана д'Еврьо

## Деца
Жана и Шарл имат три дъщери:
- Жана (1326 - 1327)
- Мария (1327 - 1341)
- Бланш Френска (1328 – 1393), омъжена за херцог Филип Орлеански, по-малък брат на крал Жан II Добрия; нямат деца.

## Наследство
До наши дни са достигнали две вещи принадлежащи на Жана: нейната книга за молитви и статуя на Мадоната с Младенеца.
- Молитвеникът, известен като Часослов на Жана д'Еврьо представлява от себе си неголям илюстрован манускрипт. Той бил изготвен между 1325 и 1328 година от френския миниатюрист Жан Пюсел, вероятно, в качество на подарък на Жана от нейния мъж Шарл IV Красиви.[1] Сега се намира в музея Метрополитен в Ню Йорк.

- Статуетката на Мадоната с Младенеца е подарена от Жана на абатство Сен-Дени в 1339 година. Сега се пази в Лувъра.

## В литературата
- Жана д’Еврьо е едно от действуващите лица от романите на „Френската вълчица“[2] и „Лилията и лъвът“[3] от цикъла „Прокълнатите крале“ от Морис Дрюон.